# Nibiinaabe
Nibiinaabe (Nibanaba, Nibinabe, Nibanaba, Nibanabe, Ne-bo-na-bee, Niba Nabais, Nebaunaube, Negaunabe; ženski oblik glasi Nibiinabekwe), Nibiinaabe su rasa vodenih duhova iz Anishinabe folklora. Nibinabe se obično opisuju kao osobe u obliku sirena, s ljudskim torzom i ribljim repovima.
Sirene i morski ljudi također se koriste kao simbol klana u plemenu Ojibwe (čiji se klan sirena i njegov totem zovu Nibiinaabe ili Nibanaba).